# Republikken Mahabad
Republikken Mahabad (kurdisk: Komarî Mehabad, persisk: جمهوری مهاباد), officielt kendt som Republikken Kurdistan og etableret i iransk Kurdistan, var en kortvarig kurdisk regering, der søgte kurdisk autonomi inden for rammerne af den iranske stat. 

## Historie
Dette er den anden moderne kurdiske stat efter republikken Ararat i Tyrkiet. Hovedstaden var byen Mahabad i det nordvestlige Iran. Selve staten omfattede et lille territorium, inklusive Mahabad og byerne Piranshahr, Sardasht, Bukan, Nacada og Ushnaviya, som omfattede regionerne i den nuværende iranske provins i det vestlige Aserbajdsjan. Grundlæggelsen og nedlæggelsen af republikken var en del af Iran-krisen, en konflikt mellem USA og Sovjetunionen i de tidlige stadier af den kolde krig.
Qazi Muhammad var republikkens præsident, Mustafa Barzani var forsvarsminister og premierministeren var Haji Baba Sheikh. Uafhængighed erklæres den 22. januar 1946, men staten blev besejret mindre end et år senere af den iranske hær. Efter republikkens død bliver Qazi Muhammad offentligt henrettet i det centrale Mahabad.